# Viguzzolo
Viguzzolo is een gemeente in de Italiaanse provincie Alessandria (regio Piëmont) en telt 2964 inwoners (31-12-2004). De oppervlakte bedraagt 18,3 km², de bevolkingsdichtheid is 162 inwoners per km².

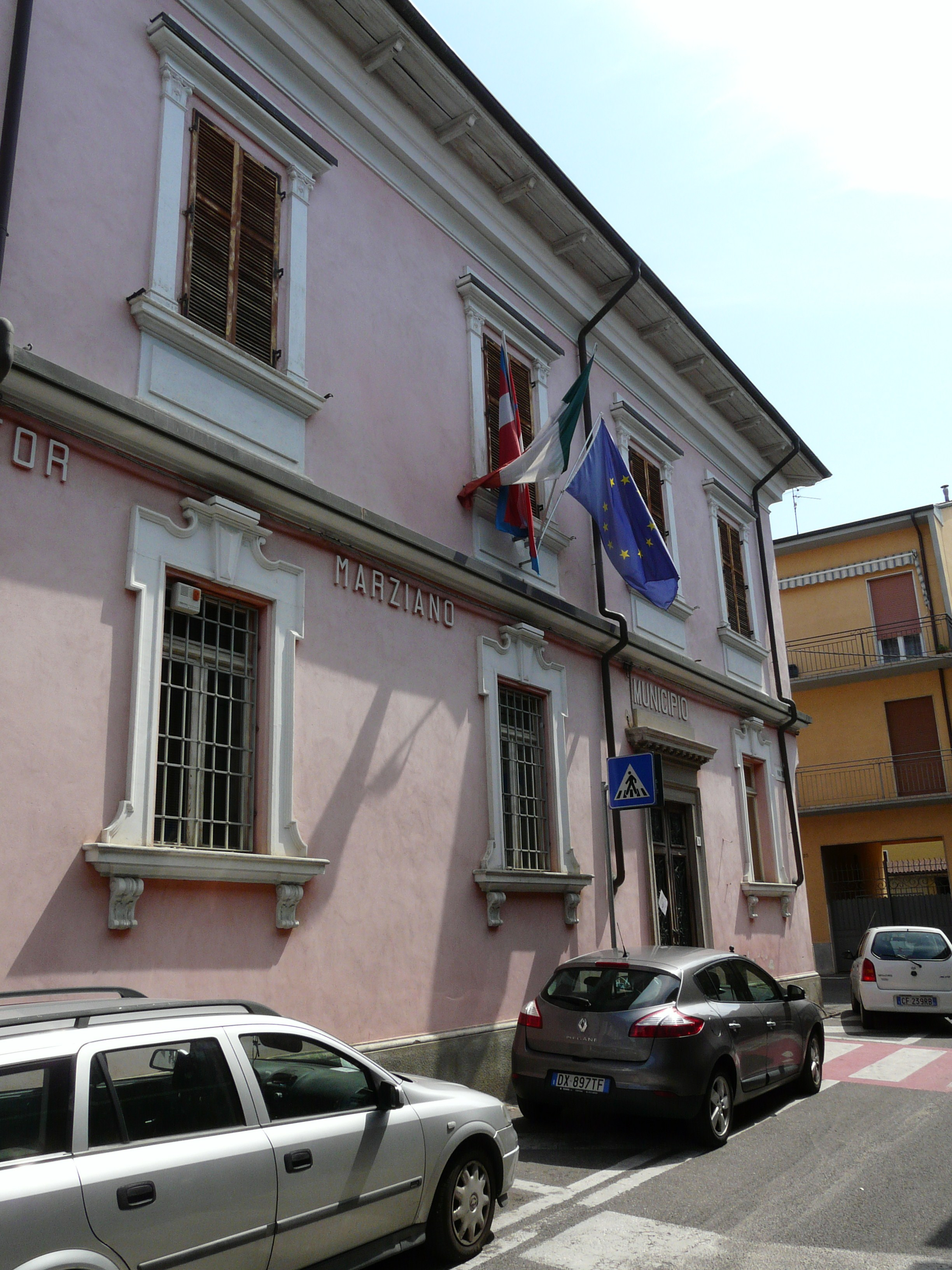
Gemeentehuis
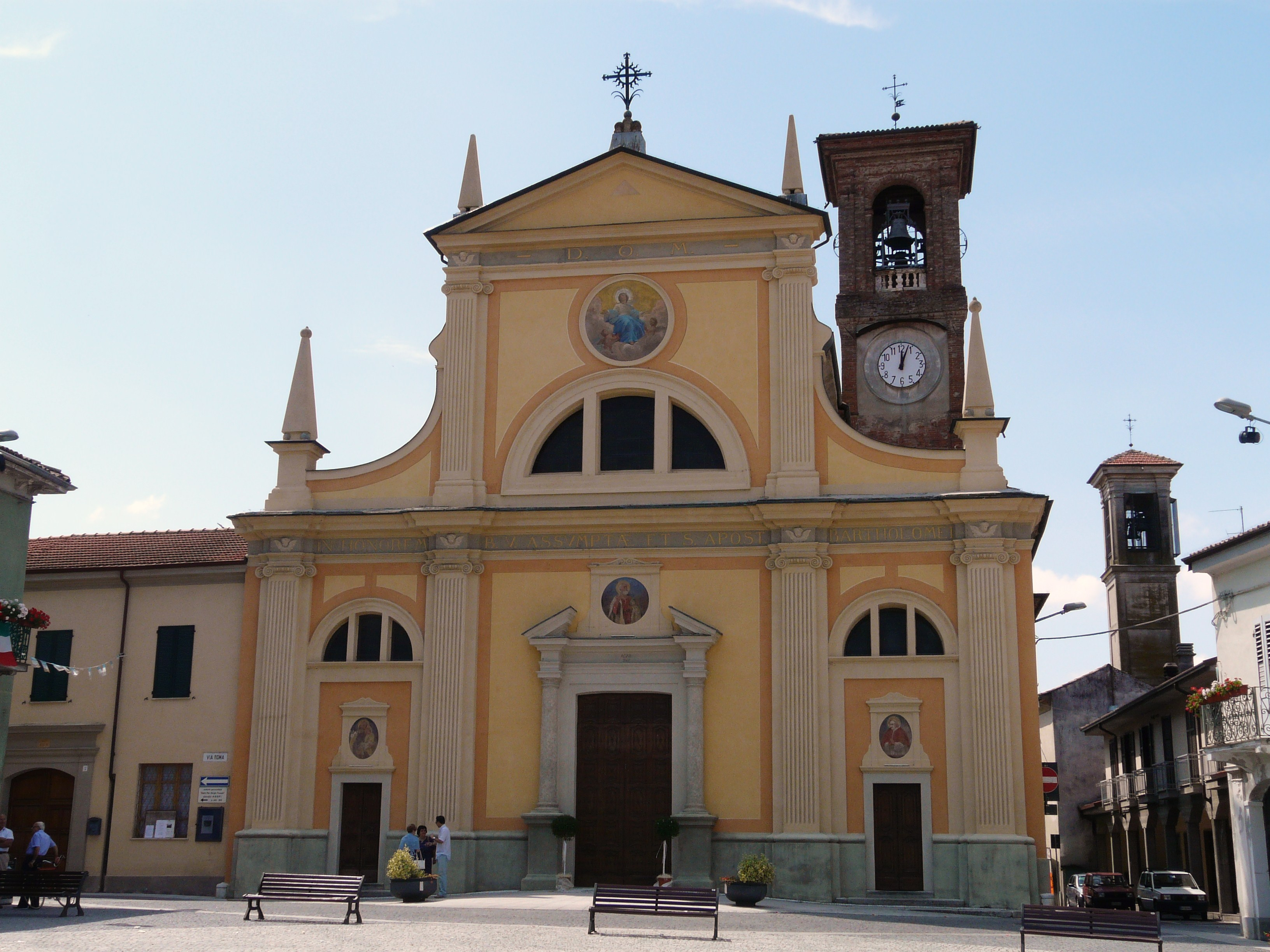
Kerk in Viguzzolo
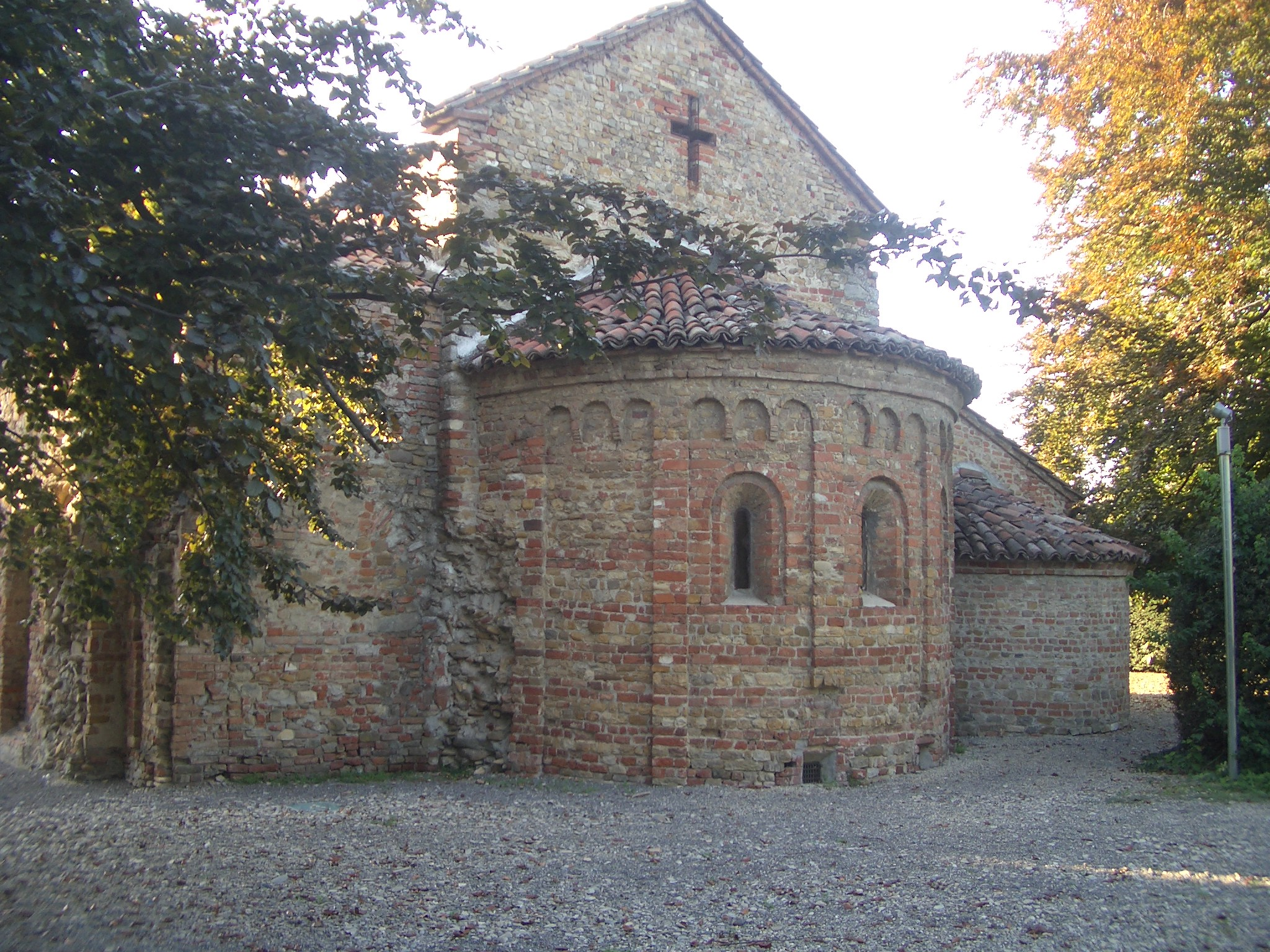
Kapel

## Demografie
Viguzzolo telt ongeveer 1327 huishoudens. Het aantal inwoners daalde in de periode 1991-2001 met 5,0% volgens cijfers uit de tienjaarlijkse volkstellingen van ISTAT.
| Jaar | Inwoneraantal |
| ---- | ------------- |
| 1991 | 3036          |
| 2001 | 2884          |

## Geografie
De gemeente ligt op ongeveer 128 m boven zeeniveau.
Viguzzolo grenst aan de volgende gemeenten: Berzano di Tortona, Casalnoceto, Castellar Guidobono, Pontecurone, Sarezzano, Tortona, Volpeglino.